# Башня Бублейка
Башня Бублейка — одна из башен Смоленского крепостной стены. Расположена в юго-западной части крепостной стены.

## Расположение
Башня расположена напротив дома № 15 (здание Театра кукол) по улице Дзержинского. В 100—150 метрах севернее красной линии последней. Севернее башни находится телевизионная вышка. Соседние башни: северо-западнее — Копытинские ворота, юго-восточнее — Громовая башня. От Громовой башни (минуя Копытинские ворота и башню Бублейку) до Королевского бастиона тянется сохранившийся земляной вал XV—XVI веков.

## Историческая справка
В средневековье некоторые башни использовались как сигнальные опорные точки, одна из них — Бублейка. Своё название она получила от того, что при приближении врага с неё подавались шумовые или звуковые сигналы (били в бубны, то есть барабанили).

## Современное состояние
Состояние на сентябрь 2002 года: внешняя часть башни реставрирована, верх покрыт деревянной четырёхскатной крышей. Вход в башню — с тыльной стороны.
Внутренняя часть не ремонтировалась, межэтажные перекрытия отсутствуют. В наличии только три яруса деревянных стропил.
Подъём на западное прясло (восточное не существует) — из самой башни. По нему можно подойти к Копытинской башне, однако вход туда замурован. Прясло, хотя и реставрировалось, но нуждается в ремонте с тыльной стороны, особенно камеры среднего боя. У башни — металлическая ограда, внутри которой находится территория филиала областного радиотелевизионного передающего центра (здесь же находится и радиотелевизионная передающая станция с телестудией «Феникс»). У 8-й внутренней арки прясла огороженная территория заканчивается.

## Галерея

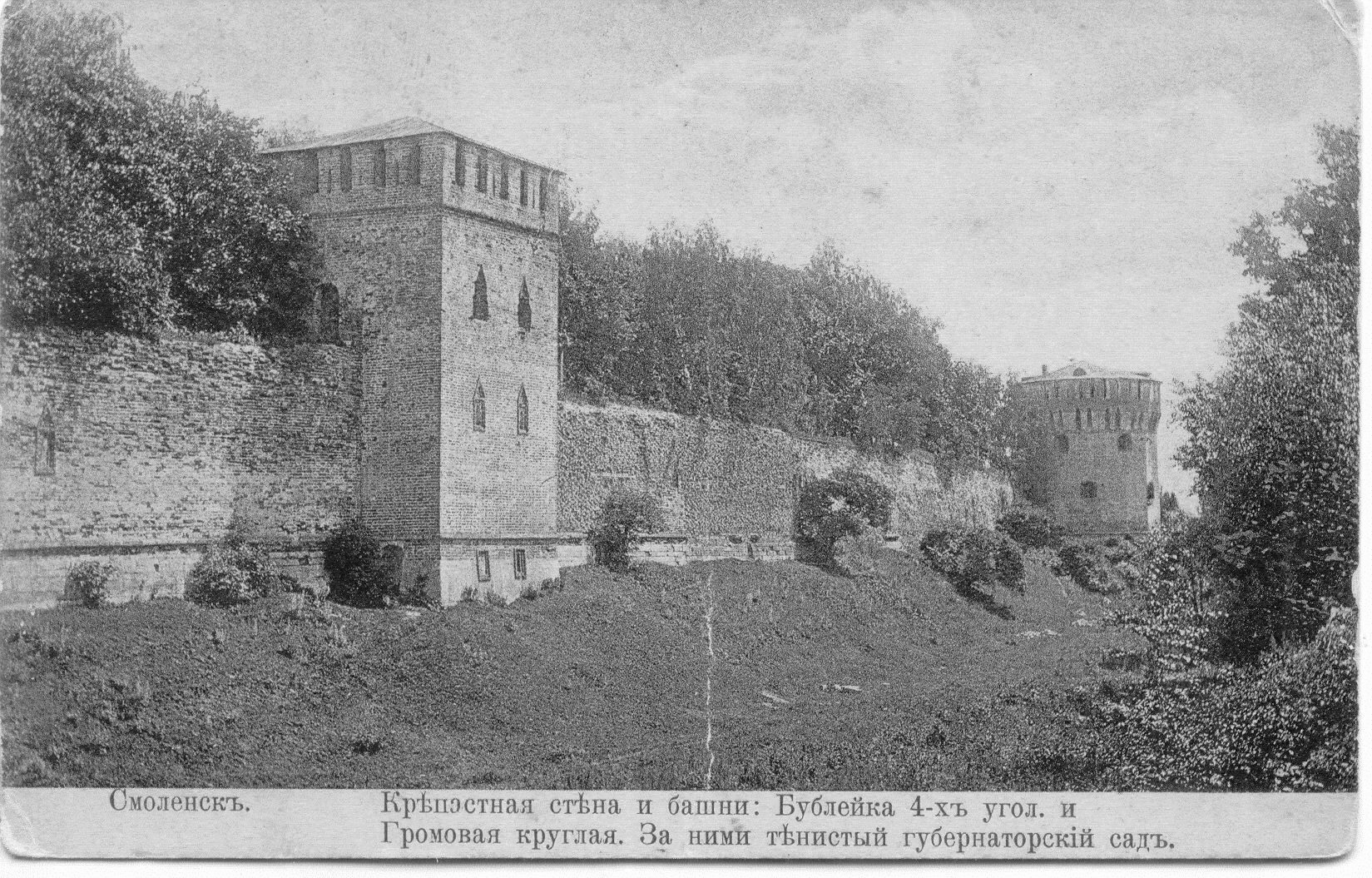
Башни Бублейка и Громовая. Фотография до 1917 года.
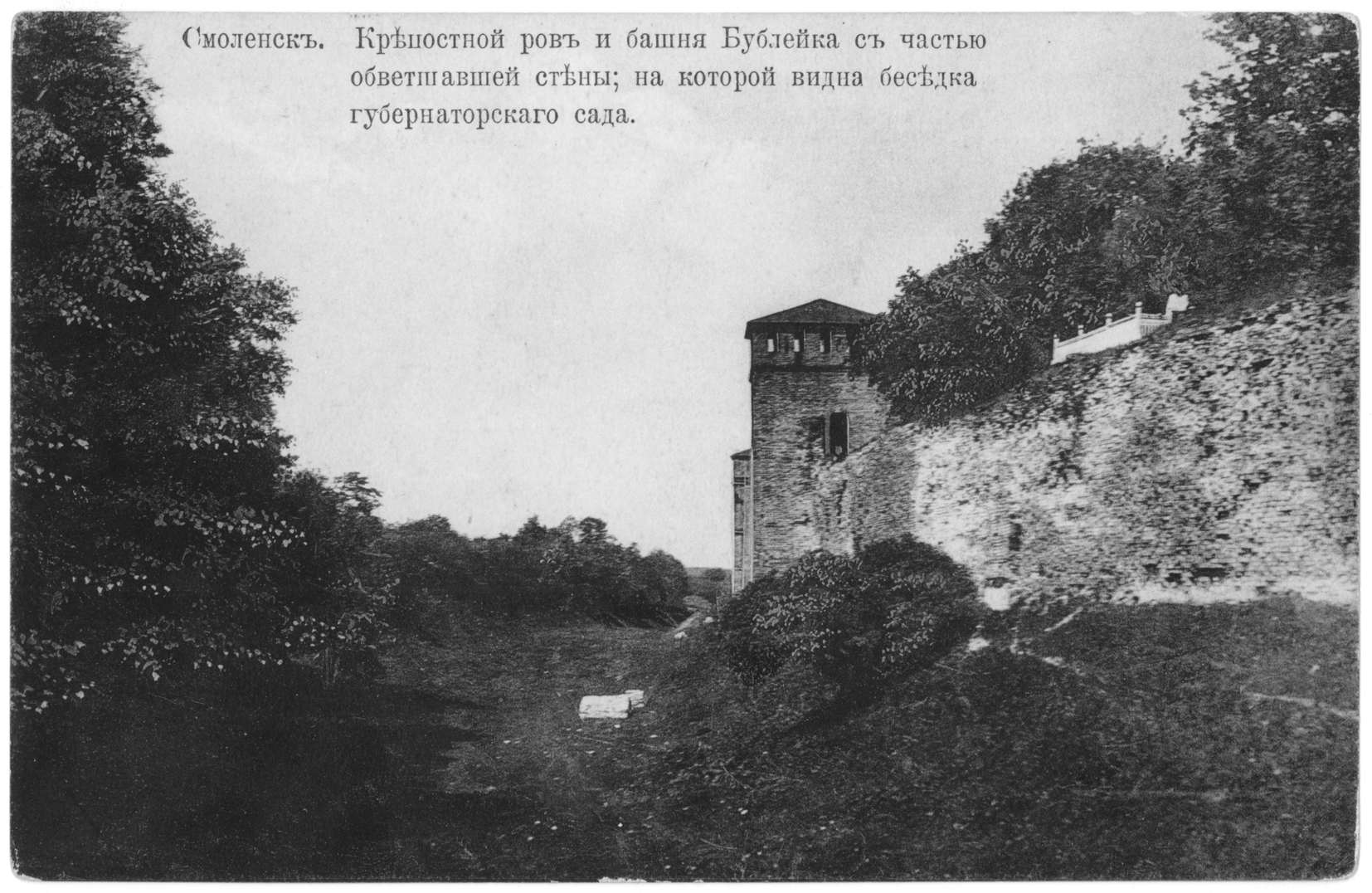
Башня Бублейка. Фотография до 1917 года.